# El Cañaveral
El Cañaveral är en ort i Mexiko.   Den ligger i kommunen San Juan Bautista Tuxtepec och delstaten Oaxaca, i den sydöstra delen av landet, 300 km öster om huvudstaden Mexico City. El Cañaveral ligger 44 meter över havet och antalet invånare är 219.
Terrängen runt El Cañaveral är platt åt nordost, men åt sydväst är den kuperad. Runt El Cañaveral är det ganska tätbefolkat, med 160 invånare per kvadratkilometer. Närmaste större samhälle är Tuxtepec, 6,3 km nordost om El Cañaveral. Omgivningarna runt El Cañaveral är en mosaik av jordbruksmark och naturlig växtlighet.